# Cumella (Cumewingia) somersi
Cumella (Cumewingia) somersi is een zeekommasoort uit de familie van de Nannastacidae. De wetenschappelijke naam van de soort is voor het eerst geldig gepubliceerd in 2001 door Petrescu & Sterrer.